# Джеймс Чарльз
Джеймс Чарльз Дікінсон (англ. James Charles, 23 травня 1999) — візажист, модель. Відомий як перший хлопець, який став офіційним обличчям «Cover Girl [Архівовано 8 липня 2019 у Wayback Machine.]», а також за його ютуб-діяльність. Чарльз також набув популярності на платформі обміну та поширення відео TikTok.

## Кар'єра

### Інтернет
Чарльз відкрив свій ютуб канал, орієнтований на макіяж, 1 грудня 2015 року. Станом на 16 грудня 2020 року, хлопець має понад 20,5 млн. підписників і 3 мільярди переглядів. Його Instagram налічує понад 25 млн. підписників, а ТікТок — 31,8 млн слідкувачів. Станом на грудень 2020 року, Чарльз має 7,4 млн. послідовників на Твіттері. На 8th Streamy Awards він отримав нагороду за кращий канал в категорії «Краса».

### Кар'єра
11 жовтня 2016 року, у віці сімнадцяти років, Чарльз зміг офіційно стати першим хлопцем, який є обличчям відомої марки косметики «CoverGirl».
У 2017 році Чарльз брав участь у тижні моди в Лос-Анджелесі.
У 2018 році Чарльз співпрацював з Morphe Cosmetics [Архівовано 23 липня 2020 у Wayback Machine.] для випуску палітри тіней для повік. У січні 2019 року він був запрошений до Бірмінгему, щоб відкрити свій другий британський магазин, де більше 7000 шанувальників та шанувальниць з'явилися до нього, що призвело до зупинки руху у частині центру міста. Були повідомлення про те, що люди відмовляються від своїх машин через затримку руху.
У березні 2019 року Чарльз зробив макіяж Іґґі Азалії для її музичного кліпу на пісню «Sally Walker [Архівовано 9 липня 2020 у Wayback Machine.]». Сам він також з'явився у музичному відео.

## Суперечки

### Образливі коментарі
У лютому 2017 року, коли Джеймсу було 17 років, деякі шанувальники розкритикували його після твіту-жарту про Африку та Еболу, який сприйняли образливим. Пізніше Джеймс вибачився.
У квітні 2019 року Чарльз заявив, що не є повністю геєм, адже: «в минулому був з дівчатами», а також мав стосунки з трансгендерними хлопцями, і що «дуже захоплювався ними якийсь період в житті». Ці коментарі отримали критику від його шанувальників . Незабаром Чарльз вибачився, зазначивши, що його коментарі були ненавмисно трансфобними.

### Суперечка з Теті Вестбрук
10 травня 2019 року подруга Джеймса, блогерка Теті Вестбрук, завантажила 43-хвилинне відео під назвою «Bye Sister...» (стилізоване великими буквами) на свій канал на YouTube, сильно критикуючи Чарльза. У своєму відео Вестбрук звинуватила Чарльза в нелояльності, «маніпуляції сексуальністю людей» і «використання слави, влади та грошей, щоб пограти з емоціями людей». Після цього Чарльз встановив рекорд YouTube за втрату понад 1 мільйона підписників менш ніж за 24 години. Кількість підписників Вестбрук за той самий період зросла більш ніж на чотири мільйони.
Пізніше Чарльз завантажив 8-хвилинне відео-відповідь під назвою «Таті» (стилізоване у всіх нижчих регістрах), в якому розглядаються проблеми, порушені Вестбрук, і вибачається перед своїми шанувальниками, а також перед нею та її чоловіком. Це відео отримало переважно негативні відгуки, отримавши чи ненайбільшу кількість дизлайків в  історії YouTube. 18 травня 2019 року Чарльз зробив друге 41-хвилинне відео із коментарями Вестбрук під назвою «Більше не брехати». Він представив докази, які спростували багато звинувачень Вестбрук та призвели до відновлення підтримки Чарльза та критики у сторону Вестбрук. Незабаром після його розміщення Чарльз повернув собі мільйон підписників, а Вестбрук втратила двісті тисяч. Пізніше Вестбрук видалила оригінальне відео зі свого YouTube-каналу. 30 червня 2020 року Вестбрук опублікувала на своєму каналі відео, в якому детально описуються події, що призвели до і відбулися після її відео «Bye Sister...», де вона заявила, що Шейн Доусон і Джеффрі Стар маніпулювали нею для створення відео проти Чарльза. 
На тижні після зменшення кількості передплатників Чарльза, 21 травня 2019 року, YouTube оголосив, що скоротить кількість підписників на цій платформі. Хоча в офіційному оголошенні не згадувалося про ворожнечу, багато коментаторів припустили, що це пряма відповідь на нещодавню одержимість громади з приводу кількості підписників, як це спостерігається у таких суперечках, як   ця та PewDiePie проти T-Series. Сага спричинила аналіз, що стосується «культури скасовування», токсичності спільноти YouTube, стереотипів про геїв і прибутку від «драми» в Інтернеті.

## Особисте життя
Чарльз з Вифлеєму, штат Нью-Йорк, і закінчив Bethlehem Central High School в червні 2017 року . 
Джеймс є відкритим геєм .